# جان إيملي هاي
جان إيملي هاي (بالإنجليزية: Jean Emily Hay)‏ هي مُدرسة نيوزيلندية، ولدت في 17 يونيو 1903، وتوفيت في 14 فبراير 1984.